# Réserve de forêts de Bakossi
Pour les articles homonymes, voir Bakossi.
 (août 2022).
La mise en forme du texte ne suit pas les recommandations de Wikipédia : il faut le « wikifier ».
Les points d'amélioration suivants sont les cas les plus fréquents :
- Les titres sont pré-formatés par le logiciel. Ils ne sont ni en capitales, ni en gras.
- Le texte ne doit pas être écrit en capitales (les noms de famille non plus), ni en gras, ni en italique, ni en « petit »…
- Le gras n'est utilisé que pour surligner le titre de l'article dans l'introduction, une seule fois.
- L'italique est rarement utilisé : mots en langue étrangère, titres d'œuvres, noms de bateaux, etc.
- Les citations ne sont pas en italique mais en corps de texte normal. Elles sont entourées par des guillemets français : « et ».
- Les listes à puces sont à éviter, des paragraphes rédigés étant largement préférés. Les tableaux sont à réserver à la présentation de données structurées (résultats, etc.).
- Les appels de note de bas de page (petits chiffres en exposant, introduits par l'outil «  Source ») sont à placer entre la fin de phrase et le point final[comme ça].
- Les liens internes (vers d'autres articles de Wikipédia) sont à choisir avec parcimonie. Créez des liens vers des articles approfondissant le sujet. Les termes génériques sans rapport avec le sujet sont à éviter, ainsi que les répétitions de liens vers un même terme.
- Les liens externes sont à placer uniquement dans une section « Liens externes », à la fin de l'article. Ces liens sont à choisir avec parcimonie suivant les règles définies. Si un lien sert de source à l'article, son insertion dans le texte est à faire par les notes de bas de page.
- La présentation des références doit suivre les conventions bibliographiques. Il est recommandé d'utiliser les modèles {{Ouvrage}}, {{Chapitre}}, {{Article}}, {{Lien web}} et/ou {{Bibliographie}}. Le mode d'édition visuel peut mettre en forme automatiquement les références.
- Insérer une infobox (cadre d'informations à droite) n'est pas obligatoire pour parachever la mise en page.

Pour une aide détaillée, merci de consulter Aide:Wikification.
Si vous pensez que ces points ont été résolus, vous pouvez retirer ce bandeau et améliorer la mise en forme d'un autre article.
La réserve de forêts de Bakossi (Bakossi Forest Reserve) est une réserve de 5 517 km² située dans les monts Bakossi au Cameroun, qui abrite de nombreuses espèces rares de plantes, d'animaux et d'oiseaux. La réserve forestière contient à son tour le parc national de Bakossi, créé par un décret au début de 2008. Le parc s'étend sur 29 320 hectares (72 500 acres), et a été justifié sur la base de la préservation de la diversification végétale.
Les monts Bakossi, qui comprennent le mont Koupé, couvrent au total environ 230 000 kilomètres carrés (89 000 mi2), avec peut-être la plus grande zone de forêt de nuage d'Afrique centrale et occidentale. Ils font partie d'une plus grande étendue de forêt qui s'étend vers le nord dans les contreforts occidentaux des monts Bamboutos. La réserve a été créée en 1956. En 2000, la section principale de la réserve a été désignée comme forêt de protection. Toute exploitation forestière a été interdite et le Kupe est devenu une "réserve naturelle stricte". La population locale Bakossi a participé à la délimitation des frontières. Entre 2003 et 2007, l'efficacité de la gestion de ce parc et d'autres parcs s'est grandement améliorée, même si la population locale n'était pas bien intégrée au système et manquait d'éducation et de sensibilisation aux objectifs environnementaux. 
Les montagnes abritent l'une des populations les plus saines de forets, un primate apparenté au mandrill, qui est menacé d'extinction. La population de forets du Bakossiland a été menacée par les chasseurs de la région. Les forets se sont éteints à la fin des années 1970 dans la réserve forestière de Loum, et pourraient être éteints sur le Mont Mwanenguba. Cependant, depuis 1994, sur le Mont Koupé, la population de forets a commencé à se rétablir grâce à la protection des chefs traditionnels Bakossi. Les autres primates sont le singe de Preuss, le guenon à oreilles rouges, le grand singe à nez tacheté et plusieurs espèces de bébés de brousse, le mangabey à collier, le chimpanzé et le colobe rouge de Preuss. On pense que certaines des espèces de caméléons ne se trouvent que dans la région. La région compte de nombreuses espèces d'oiseaux. Rien que sur le Mont Koupé, plus de 329 espèces ont été recensées. Parmi celles-ci, on compte la pie-grièche du Mont Koupé, la babbler des montagnes à gorge blanche, espèce menacée, ainsi que la pie-grièche à poitrine verte et le picathartes à cou gris, espèces vulnérables.